# 야노촌 (효고현)
야노촌(矢野村)은 효고현 남서부, 아코군에 존재했던 촌이다. 1954년에 아이오이시에 편입되었기 때문에 소멸하였다.
구촌의 아이오이시 북부에 위치했다.